# Julie Ertz
Julie Beth Ertz, nata Johnston (Phoenix, 6 aprile 1992), è un'ex calciatrice statunitense, di ruolo difensore e centrocampista.
Per anni importante pedina prima del reparto arretrato, come centrale difensivo, per poi essere impiegata più duttilmente anche a centrocampo nei Chicago Red Stars, nel 2023 decide di chiudere la carriera con la maglia dell'Angel City e dopo l'esperienza con la nazionale statunitense al Mondiale di Australia e Nuova Zelanda 2023. Con quest'ultima ha conquistato numerosi trofei tra i quali due Coppe del mondo consecutive nelle edizioni di Canada 2015 e Francia 2019, superando le 100 presenze durante la SheBelieves Cup 2020.

## Biografia
Nel marzo 2017 ha sposato il giocatore di football americano Zach Ertz.

## Carriera
Nata a Mesa, in Arizona, dove cresce con la famiglia, la giovane Johnston si appassiona al calcio fin da giovanissima, condividendo la passione con la sorella Melanie. Inizia ad apprendere i primi insegnamenti nella sezione locale dell'American Youth Soccer Organization (AYSO).. Le sorelle Johnston giocano in seguito per il Sereno Soccer Club di Phoenix, Julie con la formazione delle "1992", Melanie per quella degli "anni 1990". Riguardo all'arrivo di Julie alla squadra, Johnston dichiarò che "fu la decisione migliore che avesse mai potuto prendere".
Sereno fu una squadra nota a livello nazionale, con alunni che poi giocarono nelle formazioni di college (e universitarie), in club professionistici e, dalle giovanili, in nazionale. Ertz giocò con questa squadra dal 2004 al 2010, passando dalla formazione giovanile Under-13 via via fino all'Under-19, vincendo in quel periodo il titolo dello stato per nove volte ricoprendo inoltre il ruolo di capitano della squadra.
Ertz frequentò la Dobson High School di Mesa dal 2006 al 2010, dove svolse, in qualità di volontario, l'incarico di allenatore di atletica per quattro anni senza tuttavia mai giocare per la squadra della scuola, preferendo invece giocare per il Sereno. Mentre era a Dobson, Ertz era membro della National Honor Society.

## Palmarès

### Nazionale

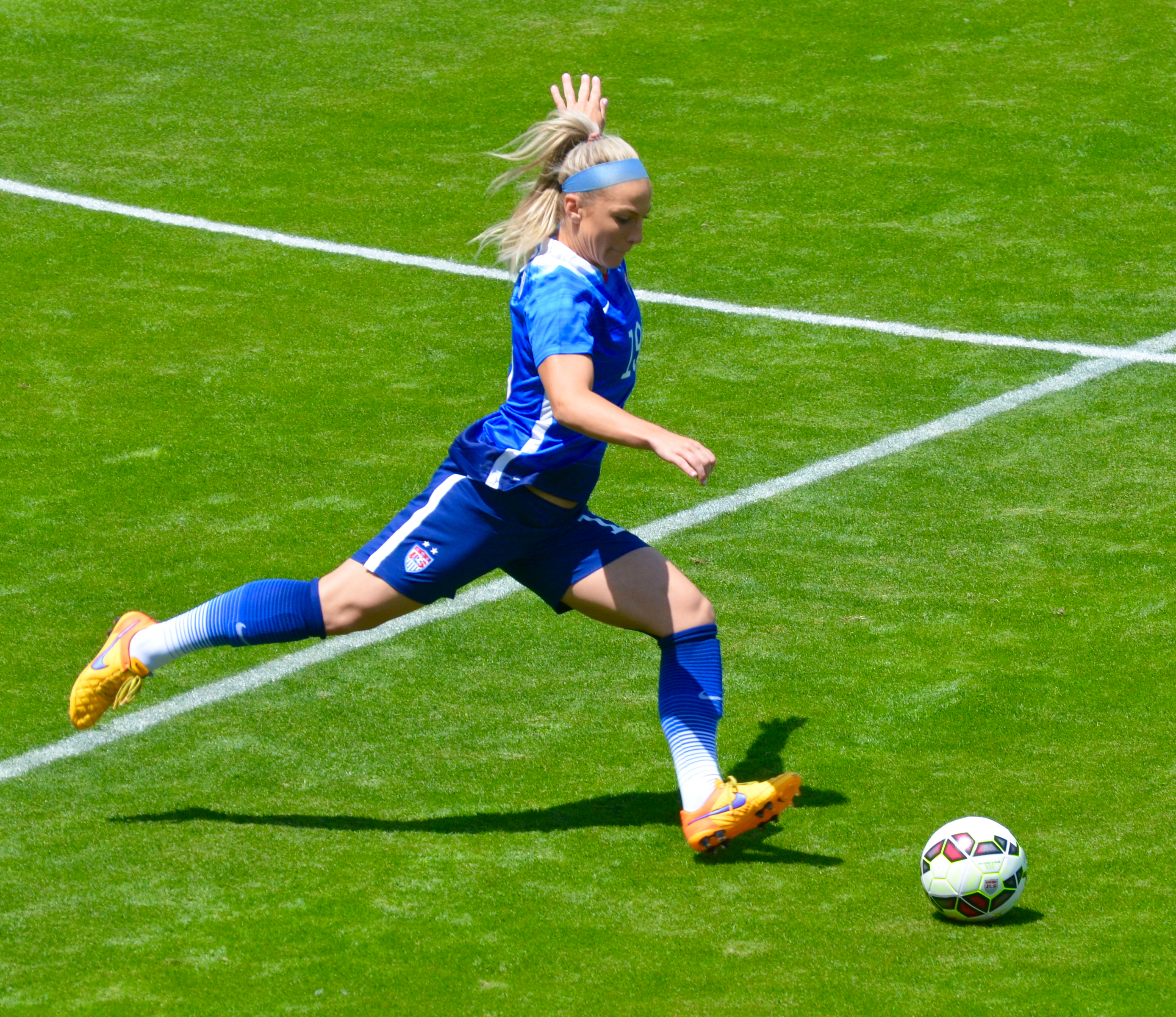
Julie Johnston in Nazionale maggiore

- Campionato mondiale under 20: 1

2012
- Algarve Cup: 1

2015
- Campionato mondiale: 2

2015, 2019
- SheBelieves Cup: 4

2016, 2018, 2020, 2021
- CONCACAF Women's Championship: 1

2018
- Bronzo olimpico: 1

Tokyo 2020

### Individuale
- U.S. Soccer Athlete of the Year: 2

Premio femminile: 2017, 2019